# ウィリアム・ファインズ (初代セイ＝シール子爵)

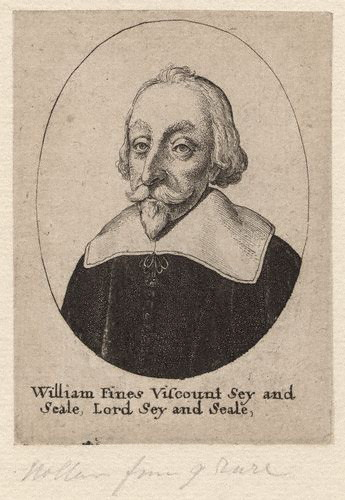
初代セイ＝シール子爵ウィリアム・ファインズ

初代セイ＝シール子爵ウィリアム・ファインズ（英：William Fiennes, 1st Viscount Saye and Sele, 1582年6月28日 - 1662年4月14日）は、清教徒革命（イングランド内戦）期のイングランドの貴族、政治家。第7代セイ＝シール男爵リチャード・ファインズとコンスタンス・キングスミール夫妻の子。ピューリタン貴族の1人で、内戦で議会派に味方して王党派と戦った。

## 生涯
1613年に父の男爵位を継ぎ、1624年に子爵に昇叙。ピューリタン貴族のウォリック伯ロバート・リッチ、ブルック男爵ロバート・グレヴィルや、ピューリタン・ジェントリのジョン・ピム、オリバー・シンジョンらが属するプロヴィデンス島会社の設立に加わり、ブルック男爵と共同でコネチカット植民事業（セイブルック計画）に着手した。この事業を通してバプテストと交流があったとされている。
一方、ピム・シンジョンらと共にプロビデンシア島（プロヴィデンス島）をスペイン輸送船攻撃の前線基地に仕立てたが、1640年に島をスペインに奪われプロヴィデンス島会社は破産、同年にマサチューセッツ植民地総督ジョン・ウィンスロップへ宛てた手紙でニューイングランドをスペインと対峙する西インド諸島への中継地点と捉え、積極的に西インド諸島へ行こうとしないことに不満を述べている。貴族院でチャールズ1世を批判して強制借用金に反対、1638年にジョン・ハムデンとシンジョンが関与した船舶税反対運動にも加担したりしている。
8月に第一次イングランド内戦が始まると、議会からグロスタシャー・オックスフォードシャー・チェシャーの州長官に任命された。1個連隊を集めて議会へ提供、9月に王党派のバイロン男爵ジョン・バイロンが去った後のオックスフォード大学へ乗り込み、大学の自治保証と引き換えに懐柔を取り付けた一方、バンベリーで徴兵していた部隊を国王軍に奪われ、息子の1人が捕虜となる災難に遭っている。重要法案制定にも深く関わり、1644年1月にスコットランド国民盟約（盟約派）とイングランド長期議会（議会派）の合同機関（両王国委員会）設置のため、制定に関する法案が提出されると、シンジョンとヘンリー・ベインに説得され貴族院に法案を提案、通過させた。また独立派の支持者として辞退条例とニューモデル軍の成立に関係する出来事では庶民院の独立派に賛成、ニューモデル軍司令官トーマス・フェアファクスが将校任命リストを議会へ提出すると和平派議員の反対を押し切り成立にこぎ着け、議会のフェアファクスへの軍事権委任状にも賛成して成立、合わせて提出された辞退条例の成立に貢献した。
第一次内戦が終わると、ノーサンバランド伯アルジャーノン・パーシーと共に独立派と分離派に好意的であり続けたが、チャールズ1世との和睦成立にも心を傾け、1648年の第二次イングランド内戦におけるプレストンの戦いの議会派勝利に乗じて和睦破棄を図る動きを牽制した。1649年のチャールズ1世処刑後は公職から引退したが1660年の王政復古に協力、1662年に死去。

## 子女
1600年にジョン・テンプルの娘エリザベスと結婚、3男1女を儲けた。
- ジェームズ（英語版）（1602年頃 - 1674年） - 第2代セイ＝シール子爵
- ナサニエル（英語版）（1608年頃 - 1669年） - 庶民院議員
- ジョン（英語版）（生没年不詳） - 庶民院議員
- ブリジット（英語版）（生没年不詳） - リンカーン伯爵セオフィラス・クリントン（英語版）と結婚